# Richie Marquez
Richie Marquez est un joueur de soccer américain né le 26 mai 1992 à Pomona en Californie. Il évolue au poste de défenseur.